# Тигран Младший
Тигран Младший (I век до н. э.) — один из сыновей армянского царя Тиграна II Великого и Клеопатры Понтийской. Тигран Младший был женат на дочери парфянского царя Фраата III.
Во время похода римского полководца Гнея Помпея Великого на Восток он перешёл на его сторону, чтобы с помощью римлян стать армянским царём. В 66 году до н. э. в Арташате было подписано армяно-римское соглашение, по которому Тигран Младший становился царём Софены. Недовольный этим и тем, что контрибуцию римлянам Армения будет платить из налогов Софены, он выступил против Помпея и был арестован. Его повели пленником в Риме в 63 году до н. э. во время триумфа Помпея. После этого он был убит. 